# Голиков Віктор Андрійович
Віктор Андрійович Голиков (нар. 12 лютого 1914, місто Новоросійськ, тепер Краснодарського краю, Російська Федерація — 27 квітня 1997, місто Москва) — радянський партійний діяч, помічник генерального секретаря ЦК КПРС Леоніда Брежнєва. Кандидат у члени ЦК КПРС у 1981—1986 роках. Депутат Верховної ради РРФСР 8—9-го скликань. Депутат Верховної ради СРСР 10-го скликання. Кандидат історичних наук (1954).

## Життєпис
У дитинстві втратив ліву руку. Закінчив середню школу. Трудову діяльність розпочав у 1930 році бібліотекарем середньої школи в місті Новоросійську.
У 1935 році закінчив історичний факультет Ростовського-на-Дону державного індустріально-педагогічного інституту.
У 1935—1940 роках — вчитель історії, директор середньої школи № 7 міста Новоросійська Краснодарського краю.
Член ВКП(б) з 1939 року.
З лютого по липень 1940 року — секретар Краснодарського крайового комітету ВЛКСМ по роботі серед шкільної молоді і піонерів.
У 1941—1943 роках — інструктор відділу партійної пропаганди і агітації Якутського обласного комітету ВКП(б); у 1943—1944 роках — завідувач відділу шкіл Якутського обласного комітету ВКП(б).
У 1944—1945 роках — слухач Вищої партійної школи при ЦК ВКП(б).
У 1945—1947 роках — завідувач відділу, секретар повітового комітету КП(б) Молдавії.
У 1947—1953 роках — завідувач сектора пропаганди ЦК КП(б) Молдавії, помічник 1-го секретаря ЦК КП(б) Молдавії Леоніда Брежнєва.
З грудня 1953 по грудень 1954 року — слухач річних курсів дисертантів при Академії суспільних наук при ЦК КПРС.
У 1954—1956 роках — помічник 2-го, потім 1-го секретаря ЦК КП Казахстану Леоніда Брежнєва.
У 1956—1960 роках — помічник секретаря ЦК КПРС Леоніда Брежнєва.
З травня 1960 по липень 1963 року — помічник голови Президії Верховної ради СРСР Леоніда Брежнєва.
У 1963—1964 роках — помічник секретаря ЦК КПРС Леоніда Брежнєва.
У 1964—1966 роках — помічник з питань внутрішньої політики та сільського господарства 1-го секретаря ЦК КПРС Леоніда Брежнєва. 
У квітні 1966 — листопаді 1982 року — помічник з питань внутрішньої політики та сільського господарства генерального секретаря ЦК КПРС Леоніда Брежнєва.
15 листопада 1982 — 30 травня 1983 року — консультант групи консультантів при Секретаріаті ЦК КПРС.
З травня 1983 року — персональний пенсіонер союзного значення в Москві.
Помер 27 квітня 1997 року. Похований в Москві на Троєкуровському цвинтарі.

## Основні праці
- «Діяльність Комуністичної партії Радянського Союзу з розвитку і зміцненню сільськогосподарської кооперації (1921—1929 рр.)» (1956)
- «Найважливіший етап розвитку сільськогосподарської кооперації в СРСР (1921—1929 рр.)» (1963)
- «Кооперування сільського господарства СРСР» (1983)

## Нагороди і звання
- орден Леніна
- орден Жовтневої Революції
- орден Трудового Червоного Прапора
- орден «Знак Пошани»
- медалі
- медаль «За оборону Москви»
- медаль «За доблесну працю у Великій Вітчизняній війні 1941—1945 рр.»
- медаль «За освоєння цілинних земель»
- Почесний громадянин міста Новоросійська (2007, посмертно).